# Torneio de Montreux de 1924
O Torneio de Montreux de 1924  foi a 4ª edição do Torneio de Montreux.
Esta edição foi considerada o 1ª Campeonato Europeu de Hóquei em Patins não oficial.

## Resultados
|    | Equipe         | Pts | J | V | E | D |
| -- | -------------- | --- | - | - | - | - |
| 1º | Inglaterra     | 10  | 5 | 5 | 0 | 0 |
| 2º | Suíça          | 8   | 5 | 4 | 0 | 1 |
| 3º | França         | 6   | 5 | 3 | 0 | 2 |
| 4º | Paris HC       | 4   | 5 | 2 | 0 | 3 |
| 5º | Montreux HC II | 2   | 5 | 1 | 0 | 4 |
| 6º | Alemanha       | 0   | 5 | 0 | 0 | 5 |

|                | Inglaterra | Suíça | França | Paris | Mont | Alemanha |
| -------------- | ---------- | ----- | ------ | ----- | ---- | -------- |
| Inglaterra     |            | 7-3   | 3-2    | 8-1   | 6-0  | 6-3      |
| Suíça          |            |       | 3-1    | 7-2   | 3-1  | 5-1      |
| França         |            |       |        | 8-1   | 5-3  | 5-2      |
| Paris HC       |            |       |        |       | 6-3  | 3-1      |
| HC Montreux II |            |       |        |       |      | 3-0      |
| Alemanha       |            |       |        |       |      |          |